# 博里斯特倫山
博里斯特倫山（英語：Mount Borgstrom），是南極洲的山峰，位於維多利亞地的博克格雷溫克海岸，處於梅斯特爾山東南面4公里，海拔高度2,610米，美國地質調查局根據測量和美國海軍拍攝的空中照片繪入地圖，現時由南極條約體系管理。